# Hines Creek
Hines Creek est un village (village) du Comté de Clear Hills, situé dans la province canadienne d'Alberta.

## Démographie
En tant que localité désignée dans le recensement de 2011, Hines Creek a une population de 380 habitants dans 147 de ses 157 logements, soit une variation de -11.6% avec la population de 2006. Avec une superficie de 4,372 1 km2, village possède une densité de population de 86,914 8 hab/km2 en 2011.
Concernant le recensement de 2006, Hines Creek abritait 430 habitants dans 164 de ses 176 logements. Avec une superficie de 4,372 1 km2, village possédait une densité de population de 98,4 hab/km2 en 2006.
| 2001 | 2006 | 2011 | 2016 |
| ---- | ---- | ---- | ---- |
| 437  | 430  | 380  | 346  |